# Hogna nairobia
Hogna nairobia là một loài nhện trong họ Lycosidae.
Loài này thuộc chi Hogna. Hogna nairobia được Carl Friedrich Roewer miêu tả năm 1960.